# Бородіно (Варгашинський район)
Боро́діно (рос. Бородино) — присілок у складі Варгашинського району Курганської області, Росія. Входить до складу Верхньосуєрської сільської ради.
Населення — 8 осіб (2010, 20 у 2002).